# James Sherwin
James Terry Sherwin (Ciutat de Nova York, 25 d'octubre de 1933) és un executiu i jugador d'escacs estatunidenc, que té el títol de Mestre Internacional des de 1958. Sherwin resideix amb la seva muller, Hiroko, a prop de Bath, Regne Unit.

## Biografia

### Carrera professional
Sherwin va estudiar a la Stuyvesant High School, Columbia College (Phi Beta Kappa) i a la Columbia Law School. Es va graduar a l'Acadèmia de Candidats a Oficial de la U.S. Coast Guard el 1956 i posteriorment va esdevenir Tinent Comandant. És advocat admès als Col·legis de l'Estat de Nova York i del Tribunal Suprem dels Estats Units. Va ingressar a la GAF Corporation el 1960 i va fer-hi diverses tasques de tipus legal i operacional, i va arribar a ser-ne el Cap de finances. Fou CFO a Triangle Industries entre 1983 i 1984, i va retornar a la GAF Corporation com a sotsdirector entre 1985 i 1990.
Va rebre un Doctorat Honorari en Lleis de la Universitat de Bath el desembre de 2007.

### Carrera escaquística
Membre del Marshall Chess Club, Sherwin fou tercer o empatà al tercer lloc al Campionat d'escacs dels Estats Units quatre cops, i empatà al quart lloc tres cops més. Fou Campió Intercol·legial i Campió de l'Estat de Nova York el 1951 i Campió de ràpides dels Estats Units els anys 1956–57 i 1959–60. Va obtenir el títol de Mestre Internacional el 1958. Va jugar l'Interzonal de Portorož de 1958, que era part del cicle pel Campionat del Món de 1960. Tot i que va acabar només en 17è lloc de 21 jugadors, va puntuar (+2–2=2) contra els sis jugadors que es van classificar pel Torneig de Candidats de Bled 1959. Ha estat president de l'American Chess Foundation.